# Tatjana Petrenko
Tatjana Petrenko-Samusenko (ryska: Татьяна Дмитриевна Петренко-Самусенко), född den 2 november 1938 i Ostrosjitskij Gorodok i Minsk rajon i Minsk oblast i Vitryska SSR i Sovjetunionen (nu Belarus), död 24 januari 2000 i Minsk, Vitryssland, var en belarusisk fäktare som tävlade för Sovjetunionen.
Hon tog OS-guld i damernas lagtävling i florett i samband med de olympiska fäktningstävlingarna 1972 i München.